# Peter Tost
Peter W. Tost (* 7. April 1939 in Berlin; † 5. November 2021 in Sandberg) war ein deutscher Schauspieler und Kameramann.

## Leben
Peter Tost hat, bevor er in den beiden Filmen Die Mädels vom Immenhof und Hochzeit auf Immenhof den Schmiedesohn „Mans“ mimte, auch in der ersten Verfilmung des Erich-Kästner-Klassikers Das fliegende Klassenzimmer (1954) mitgewirkt, neben Paul Klinger und Peter Kraus.
1954 spielte Tost des Weiteren in einer Romanze namens Geliebtes Fräulein Doktor – Liebesbriefe aus Mittenwald mit und war neben seinem früheren „Immenhof“-Kollegen Matthias Fuchs im Film Der Engel, der seine Harfe versetzte (1959) mit dabei. 1961 stand Peter Tost für den Fernsehfilm Du holde Kunst – Szenen um Lieder von Franz Schubert das letzte Mal vor der Kamera.
Danach zog er sich aus der Schauspielerei zurück, blieb dem Filmgeschäft aber treu und wurde ein erfolgreicher Kameramann, u. a. hinter der Kamera tätig bei der Fernsehserie Kommissar Freytag (1963–1966), beim Fernsehspiel Hatschi! (von Eugen York, 1979) und bei Waldheimat (1982).
Peter Tost lebte in Unterfranken und starb im Kreise seiner Familie.